# San Lucas kommun, Michoacán de Ocampo
San Lucas är en kommun i Mexiko.   Den ligger i delstaten Michoacán de Ocampo, i den södra delen av landet, 200 km sydväst om huvudstaden Mexico City.
Följande samhällen finns i San Lucas:
- San Lucas
- San Jerónimo
- Tacupa
- El Cuajilote
- La Huizachera
- El Machuque
- Las Paredes
- Paso de Corupo
- El Cueramo
- Los Bancos
- Characharando
- Corral Viejo
- Rincón de San Francisco
- Ceibas Altas
- Los Brasiles
- San Pedro el Grande
- La Laja
- Tiringueo de Arriba
- La Quiringucua
- Buena Vista